# Marian Zagórny
Marian Zagórny (ur. 8 listopada 1960 w Rybnicy, zm. 29 lutego 2016 w Raszynie) – polski rolnik i działacz związkowy, zaangażowany m.in. w działania tzw. pierwszej „Solidarności”.

## Życiorys
W 1978 ukończył Zespół Szkół Chemicznych w Jeleniej Górze, a w 1984 także Zespoł Szkół Rolniczych w tym mieście. W latach 1978–1982 pracował jako ślusarz-mechanik w Zakładach Włókien Chemicznych Chemitex-Celwiskoza w Jeleniej Górze.
Od września 1980 należał do NSZZ„Solidarność”, był m.in. członkiem komisji oddziałowej tego związku. W okresie stanu wojennego był zatrzymywany z powodów politycznych. W styczniu 1982 został zarejestrowany jako tajny współpracownik Służby Bezpieczeństwa, choć nie podjął działalności i po kilku miesiącach został wyrejestrowany. Od 1982 do 1983 pozostawał bezrobotny, następnie pracował w Spółdzielni Inwalidów Simet w Jeleniej Górze, a od 1984 prowadził własne gospodarstwo rolne w Rybnicy. Przez kilka lat drukował i kolportował podziemne ulotki, pisma i znaczki. Od 1983 do 1986 należał do Solidarności Walczącej. Był ponownie wielokrotnie zatrzymywany i poddawany rewizjom w domu, a dwukrotnie został pobity. W 1989 był członkiem Komitetu Obywatelskiego w Jeleniej Górze. Został jednym z liderów „Solidarności” Rolników Indywidualnych, m.in. organizował w latach 80. podziemne, a następnie jawne struktury tego związku w regionie jeleniogórskim, od 1989 do 1996 pełnił funkcję przewodniczącego, a od 1996 do 2000 wiceprzewodniczącego rady wojewódzkiej, a od 1989 do 2000 wchodził w skład rady krajowej tej organizacji, stał na czele Ogólnopolskiego Komitetu Protestacyjnego Solidarności RI. W wyborach parlamentarnych w 1997 bez powodzenia ubiegał się o mandat poselski z listy Akcji Wyborczej Solidarność w województwie jeleniogórskim. W 2004 był współtwórcą i został przewodniczącym Związku Zawodowego Rolników „Solidarni”.
Organizator głośnych protestów rolniczych, m.in. przeciwko sprowadzaniu do Polski modyfikowanego genetycznie lub skażonego zboża oraz przemytowi artykułów rolno-spożywczych. Jego radykalne akcje (np. blokowanie dróg, wysypywanie zboża na tory kolejowe, wylewanie gnojowicy w urzędach, czy wypuszczanie w nich zwierząt hodowlanych -świnia Rebelia w urzędzie wojewódzkim we Wrocławiu), które uzasadniał dobrem polskiego rolnictwa i ochroną konsumentów, stały się przyczyną licznych postępowań (16 razy został skazany za działania podejmowane w ramach działalności związkowej); w następstwie jednego z procesów spędził 3 miesiące w więzieniu. W obronę Zagórnego angażowało się wiele organizacji pozarządowych. W 2001 został ułaskawiony przez prezydenta Aleksandra Kwaśniewskiego w sprawach dwóch wyroków skazujących na 7 miesięcy pozbawienia wolności (odsiedział 79 dni) i 200 tys. grzywny oraz na 10 miesięcy ograniczenia wolności i 7,5 tys. grzywny.
Przez wiele lat chorował, a jego ciało zostało znalezione w podwarszawskim hotelu. Jego pogrzeb odbył się 5 marca 2016 na cmentarzu w Rybnicy.